# Delosperma pachyrhizum
Delosperma pachyrhizum är en isörtsväxtart som beskrevs av L. Bol.. Delosperma pachyrhizum ingår i släktet Delosperma, och familjen isörtsväxter. Inga underarter finns listade i Catalogue of Life.